# Darvi (Hovd)
Darvi (em mongol:  Дарви) é um distrito (sum) da Mongólia localizado na província de Khovd.